# Àcid dihomo-γ-linolènic
L'àcid dihomo-γ-linolènic, de nom sistemàtic àcid (8Z,11Z,14Z)-eicosa-8,11,14-trienoic, és un àcid carboxílic poliinsaturat de cadena lineal amb vint àtoms de carboni, la qual fórmula molecular és {\displaystyle {\ce {C20H34O2}}}. En bioquímica és considerat un àcid gras ω-6, ja que té un doble enllaç C=C situat entre el carboni 6 i el 7 començant per l'extrem oposat al grup carboxil, i se simbolitza per C20:3 n-6, C20:3 ω-6 o DGLA (de l'anglès dihomo-gamma-linolenic acid). També té altres dos enllaços dobles, en disposició cis com el primer.

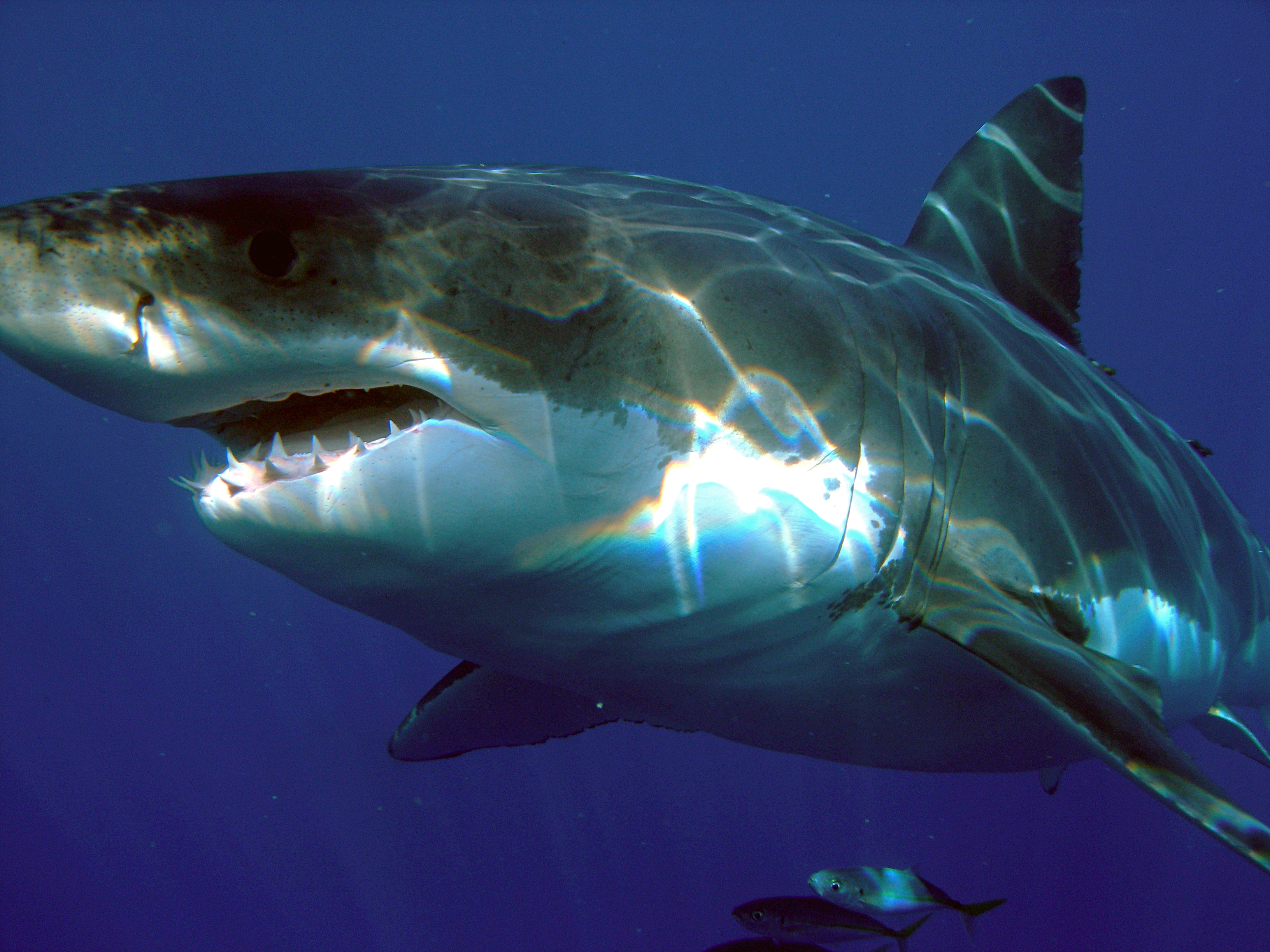
Tauró blanc

En són fonts naturals els olis de peix; el fetge i les glàndules suprarenals d'animals terrestres i el cervell; també l'oli de fetge del tauró blanc o Carcharodon carcharias. Es produeix in vivo a partir d'àcid γ-linolènic en una reacció d'allargament catalitzada per una elongasa (catalitza l'addició de dos àtoms de carboni a partir del metabolisme de la glucosa per allargar la cadena d'àcids grassos). Es pot dessaturar encara més en quantitat molt limitada d'àcid araquidònic, en una reacció catalitzada per la taxa que limita Δ5-dessaturasa.